# Kabinetsformatie Nederland 2021-'22

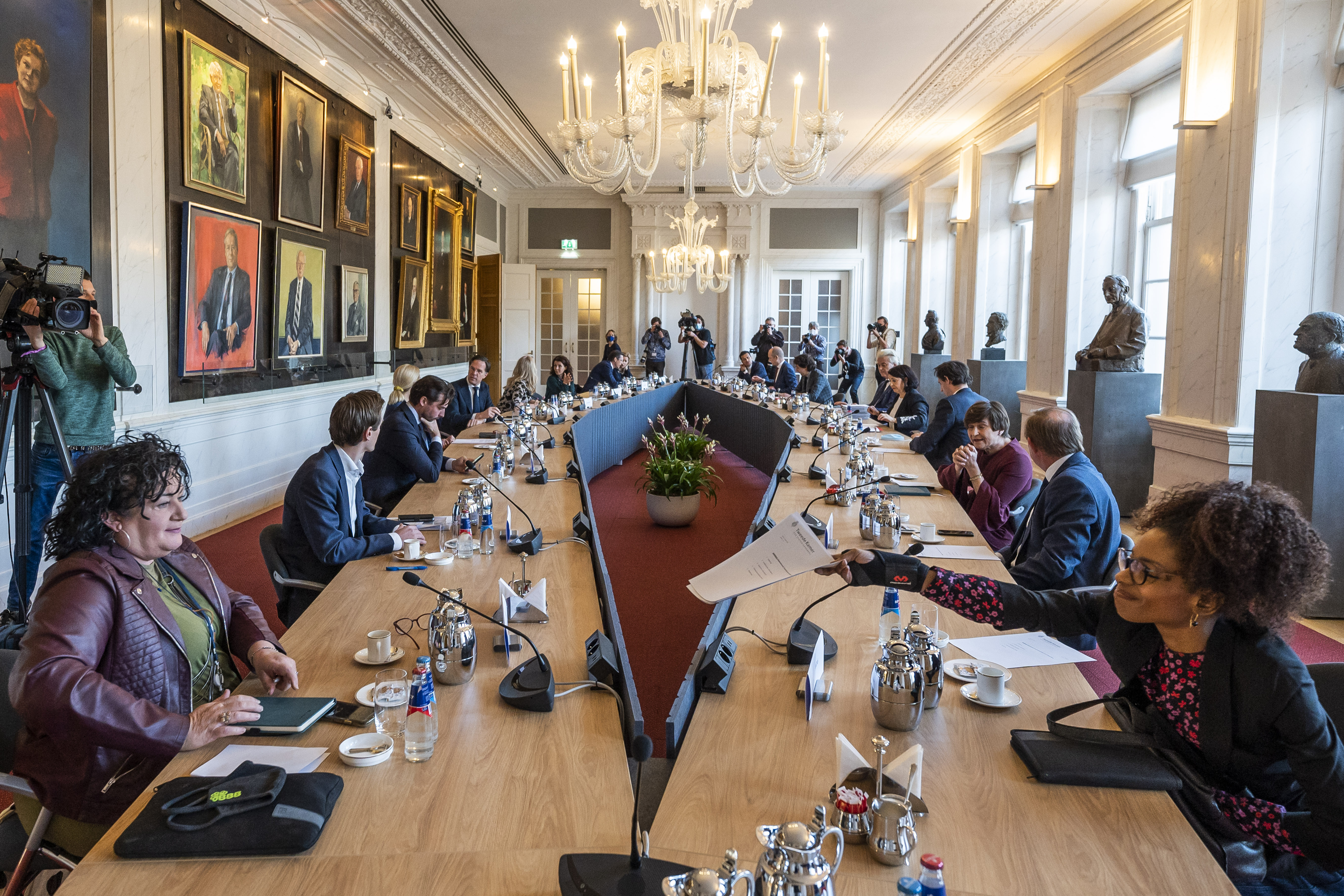
Beoogde fractievoorzitters bijeen op 18 maart om verkenners aan te wijzen.

Een kabinetsformatie vond plaats in Nederland na de Tweede Kamerverkiezingen van maart 2021. In januari 2022 resulteerde dit in het kabinet-Rutte IV. De coalitie werd gevormd door Volkspartij voor Vrijheid en Democratie (VVD), Democraten 66 (D66), Christen-Democratisch Appèl (CDA) en ChristenUnie (CU). Dit waren dezelfde partijen als in het voorgaande kabinet-Rutte III. De formatie duurde 299 dagen en was daarmee de langste Nederlandse kabinetsformatie.
Aan het begin van de formatie werden notities van de verkenners met de tekst "positie Omtzigt, functie elders" publiek. VVD-leider en premier Mark Rutte bleek — na het eerst ontkend te hebben — gesproken te hebben over kritisch CDA-Kamerlid Pieter Omtzigt. Dit leidde tot wantrouwen om met Rutte te regeren. Informateur Herman Tjeenk Willink kreeg de opdracht om te kijken hoe het vertrouwen hersteld kon worden en hoe een kabinet gevormd kon worden.
De daaropvolgende maanden zocht informateur Mariëtte Hamer naar een meerderheidscoalitie uit een combinatie van VVD, D66, CDA, Partij van de Arbeid (PvdA), GroenLinks (GL) en ChristenUnie. Nog zonder inhoudelijke onderhandelingen werden er tussen deze partijen blokkades opgeworpen. Informateur Johan Remkes zocht vervolgens naar een minderheidscoalitie of extraparlementair kabinet, maar ook deze opties werden geblokkeerd. Vanwege de impasse besloot D66 de blokkade tegen een meerderheidscoalitie met de ChristenUnie op te heffen. Geleid door de informateurs Remkes en Wouter Koolmees onderhandelden vervolgens VVD, CDA, D66 en ChristenUnie. Op 15 december 2021 presenteerden deze partijen een coalitieakkoord. Onder leiding van formateur Rutte werd hierna gezocht naar bewindspersonen, die op 10 januari 2022 beëdigd werden.

## Achtergrond
Het kabinet-Rutte III stapte op 15 januari 2021 op vanwege de conclusies van de Parlementaire ondervraging Kinderopvangtoeslag over de toeslagenaffaire en was sindsdien demissionair. De nieuwe Tweede Kamerverkiezingen zouden in maart worden gehouden. De partijen wilden een korte kabinetsformatie, omdat het land te maken had met de coronacrisis.
Een van de drijvende krachten achter het blootleggen van de toeslagenaffaire was CDA-Kamerlid Pieter Omtzigt. Omtzigt had zich kandidaat gesteld voor de CDA-lijsttrekkersverkiezing 2020, maar verloor nipt van Hugo de Jonge. Omtzigt werd op de kandidatenlijst op nummer 2 geplaatst, als running mate. Toen De Jonge zich terugtrok als lijsttrekker, koos het partijbestuur Wopke Hoekstra als lijsttrekker. De tegenwerking die hij had ervaren leidde tot een burn-out, waardoor Omtzigt zonder zich te laten vervangen al vóór de verkiezingen thuiszat.
Tijdens de verkiezingscampagne spraken sommige partijen zich al uit over mogelijke coalitiepartners. Coalitiepartijen D66 en ChristenUnie benadrukten hun verschillen daar waar het ging om medisch-ethische kwesties. VVD gaf aan met CDA te willen regeren. De meeste middenpartijen, waaronder VVD en CDA, sloten samenwerking met de radicaal-rechtse Partij voor de Vrijheid (PVV) en Forum voor Democratie (FVD) uit. VVD en CDA stonden open voor regeren met linkse partijen, maar VVD-leider Mark Rutte wilde niet met een "hele linkse wolk van partijen aan tafel". GroenLinks stelde een stembusakkoord voor met D66 en PvdA, maar beide partijen wezen dit af. GroenLinks en PvdA gaven wel aan dat ze alleen in een kabinet wilden als ook de ander of de Socialistische Partij (SP) toetrad. De SP sloot samenwerking met VVD niet meer uit, in tegenstelling tot voorgaande landelijke verkiezingen. De SP stelde een tweede linkse partij in een kabinet niet als voorwaarde. De Partij voor de Dieren (PvdD) stond voor het eerst open voor regeringsdeelname.

### Zetelverdeling

De zetelverdeling van de nieuw verkozen Tweede Kamer gedurende de kabinetsformatie:
BIJ1 (1)
Volt (3)
Denk (3)
GL (8)
SP (9)
PvdD (6)
PvdA (9)
D66 (24)
CU (5)
SGP (3)
VVD (34)
CDA (14)
BBB (1)
JA21 (3)
FVD (5)
PVV (17)

Na de verkiezingen waren VVD en D66 de grootste partijen. Door hun zetelwinst won een coalitie voor het eerst sinds de Tweede Kamerverkiezingen in 1998 zetels. Vier partijen traden voor het eerst toe, waardoor de Kamer het hoogst aantal verkozen fracties sinds Tweede Kamerverkiezingen in 1918 had. Door deze versplintering moest een meerderheidskabinet uit minimaal vier partijen bestaan. Met 28 zetels behaalde radicaal-rechts/populistisch-rechts (JA21, PVV en FVD) het beste resultaat sinds 2002, terwijl de traditionele linkse partijen (GroenLinks, PvdA en SP) met 26 zetels kleiner dan ooit waren. Gedurende de formatie wijzigde de samenstelling van de Tweede Kamer en de Eerste Kamer door afsplitsingen en opstappende Kamerleden.

## Verkenners Jorritsma en Ollongren

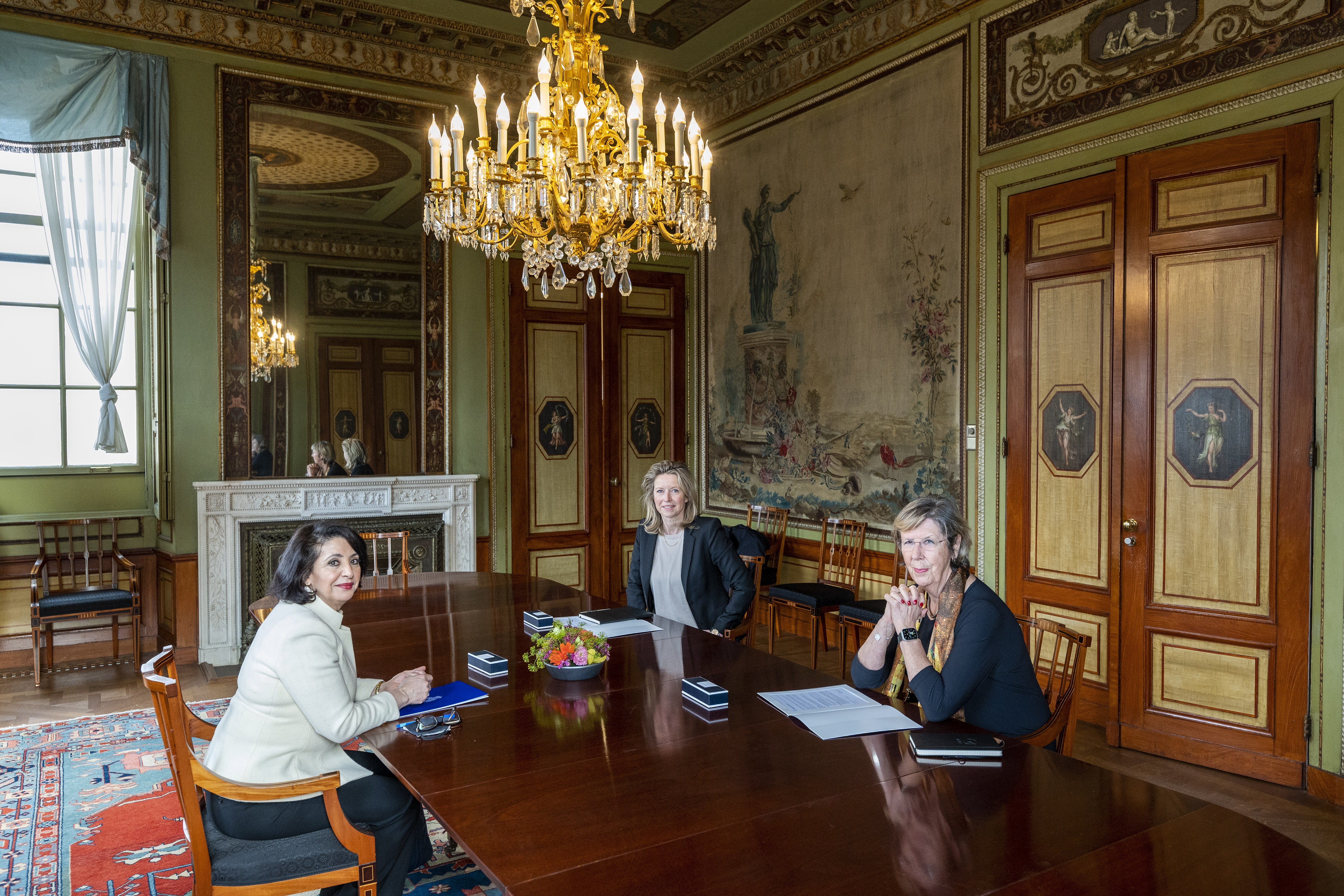
Verkenners Annemarie Jorritsma (VVD) en Kajsa Ollongren (D66) ontvangen hun opdracht van Tweede Kamervoorzitter Khadija Arib

De dag na de verkiezingen kwamen de zeventien beoogde fractievoorzitters bijeen om een verkenner aan te wijzen. Naast het gebruik dat de grootste partij de verkenner levert, drong D66 aan op een tweede verkenner vanuit hun partij. Daarop werden VVD-fractievoorzitter in de Eerste Kamer Annemarie Jorritsma en minister van Binnenlandse Zaken en Koninkrijksrelaties Kajsa Ollongren (D66) als verkenners aangewezen. Op 22 maart begonnen zij met de gesprekken met de beoogde fractievoorzitters.

### Coalitievoorkeuren
| # | EenVandaag (18 maart 2021)         |
| - | ---------------------------------- |
| 1 | VVD + D66 + CDA + ChristenUnie     |
| 2 | VVD + D66 + CDA + Volt             |
| 3 | VVD + D66 + CDA + PvdA             |
| 4 | VVD + PVV + CDA + FVD + JA21       |
| 5 | VVD + D66 + PvdA + SP + GroenLinks |
| # | Peil.nl (28 maart 2021)            |
| 1 | VVD + D66 + CDA + JA21             |
| 2 | VVD + D66 + PvdA + SP + GroenLinks |
| 3 | VVD + CDA + D66 + PVV              |
| 4 | VVD + D66 + CDA + ChristenUnie     |
| 5 | VVD + D66 + CDA + PvdA             |

VVD en D66, die gezien werden als het "motorblok" voor de formatie, verschilden onderling van coalitievoorkeur. VVD-leider Mark Rutte wilde "serieus kijken" naar een centrumrechtse coalitie met D66, CDA en JA21. D66-leider Sigrid Kaag vond samenwerking met JA21 echter "moeilijk voorstelbaar". Zij gaf de voorkeur aan een progressieve coalitie, zonder daarbij partijen te noemen. Samenwerking met een van de linkse progressieve partijen gold voor Rutte pas als een optie als een coalitie met de JA21 of ChristenUnie er niet in zou blijken te zitten.
PVV, PvdA, GL, PvdD en JA21 stonden open voor regeringsdeelname. PVV-leider Geert Wilders zei dat een rechtse coalitie van VVD, CDA, PVV, FVD en JA21 onderzocht moest worden, maar dit werd uitgesloten door VVD en CDA. PvdA-fractievoorzitter Lilianne Ploumen zei open te staan voor regeringsdeelname, mits SP of GroenLinks ook toetrad. Ook GroenLinks-leider Jesse Klaver stond open voor regeringsdeelname in een "zo progressief mogelijk kabinet". PvdD-leider Esther Ouwehand pleitte eveneens voor een zo groen en progressief mogelijk kabinet. JA21-leider Joost Eerdmans steunde juist de wens van Rutte om een rechts kabinet te vormen van VVD, D66, CDA en JA21.
De andere partijen waren in deze fase terughoudend. CDA-leider Wopke Hoekstra zei er niets voor te voelen om zich bij een "liberaal motorblok" aan te sluiten. SP-fractievoorzitter Lilian Marijnissen vond coalitiedeelname niet voor de hand liggen gezien de verkiezingsnederlaag. Hoewel FVD-leider Thierry Baudet op de verkiezingsavond nog aangaf dat regeringsdeelname reëel was, verwachtte hij dit na een gesprek met verkenners niet meer. Als tiende fractie qua zetelaantal vond ook ChristenUnie-fractievoorzitter Gert-Jan Segers het vreemd om mee te onderhandelen. Hoewel er gespeculeerd werd over kabinetsdeelname door nieuwkomer Volt, was fractievoorzitter Laurens Dassen daarover terughoudend. De andere fracties, met drie of minder zetels, gaven eveneens aan dat kabinetsdeelname voor hen niet voor de hand lag.
De verkenners spraken ook met Eerste Kamervoorzitter Jan Anthonie Bruijn. Deze gaf aan dat een meerderheid in de Eerste Kamer 'verkieslijk' was, maar voegde daaraan toe dat de laatste jaren was gebleken dat een kabinet ook bij het ontbreken daarvan erin kan slagen zijn wetgevingsagenda te realiseren. Van de geopperde coalities had alleen de combinatie VVD, D66, CDA, PvdA en GroenLinks een meerderheid in de Eerste Kamer.

### "Positie Omtzigt, functie elders"
De verkenners vonden dat het CDA een 'spilfunctie' had binnen de formatie. De positie van Omtzigt vormde volgens hen een omstandigheid die coalitiedeelname in de weg kon zitten. In een gesprek met Tweede Kamervoorzitter Khadija Arib op 19 maart brachten zij dat op. Zij gaven aan de deadline van 30 maart onhaalbaar te vinden. Pas op 26 maart zou de officiële uitslag van de verkiezingen bekend worden, waaruit zou blijken of Omtzigt meer voorkeurstemmen had dan lijsttrekker Hoekstra (wat achteraf niet zo bleek te zijn). Jorritsma noemde Omtzigts positie een probleem voor de coalitievorming en 'onhoudbaar'. Arib ging niet mee in het verzoek, omdat ze het ongepast vond om in de verkenningsfase te spreken over personen. De inhoud van dit gesprek werd niet vermeld in het eindverslag van de verkenners en werd pas anderhalf jaar na de formatie bekend.
Op 25 maart werden notities van Ollongren publiek. Ollongren had die ochtend — toen ze al op het Binnenhof was — te horen gekregen dat ze positief getest was op COVID-19, waarop de formatiegesprekken die voor die dag gepland waren geannuleerd werden. Op weg terug naar haar dienstauto werd Ollongren gefotografeerd door ANP-fotograaf Bart Maat, waarbij de autofocus van de camera scherpstelde op de documenten die Ollongren onder haar arm geklemd hield. Een deel van de inhoud daarvan werd daardoor leesbaar. Onder meer was te lezen "positie Omtzigt, functie elders", en "linkse partijen hielden elkaar niet echt vast". Direct ontstond er ophef over de notities, in het bijzonder de opmerking over Omtzigt.
Anderhalf uur na het lekken van de notities stapten Jorritsma en Ollongren op als verkenners. Ook besloot een Kamermeerderheid dat de gespreksverslagen van de verkenners geopenbaard moesten worden. Meerdere fractievoorzitters drongen aan op een Tweede Kamerdebat over de uitgelekte notities. Mede namens Kaag gaf Rutte diezelfde dag aan dat ze geen van beiden Omtzigt hadden besproken. Rutte gaf ook aan dat de verkenners geen verantwoording hoefden af te leggen, omdat zij al opgestapt waren. Arib vroeg Jorritsma en Ollongren ondanks hun opstappen alsnog om uitleg te geven over de notities, waarmee beiden instemden.

### 1 april-debat
Voor het debat op 1 april werden alle gespreksverslagen openbaar gemaakt. Daaruit bleek dat Rutte en de verkenners wel over Omtzigt hadden gesproken, specifiek over een mogelijk ministerschap. Ollongren was na de bekendmaking van plan om diezelfde dag op te stappen als minister. Toen Rutte dit via Jorritsma vernam, belde hij Ollongren om het af te raden. Ollongren besloot vervolgens het debat af te wachten. Met Kaag was afgesproken dat de D66-fractie een motie van wantrouwen tegen haar zou steunen.
Tijdens het debat lag de focus echter met name op Rutte. Hij gaf aan geen herinnering te hebben gehad aan het bespreken van Omtzigt. Na vragen van Baudet bleek tevens dat Rutte "via-via" al enkele uren voor de andere fractievoorzitters had gehoord over de inhoud van de gespreksverslagen. Wie hem hierover had gebeld wilde Rutte niet prijsgeven. Een motie van wantrouwen tegen Rutte als premier werd verworpen langs de lijnen van het demissionaire kabinet. Alle partijen behalve de VVD steunden wel een motie van afkeuring van coalitiepartijen CDA en D66 tegen Rutte als fractieleider.
De onthullingen en het debat maakten dat partijen terughoudend werden om te regeren met de VVD onder Rutte. Al tijdens het debat zei Kaag tegen Rutte: "Hier scheiden onze wegen". Na afloop van het debat sloten SP en ChristenUnie samenwerking met Rutte uit. Volgens opiniepeilingen vlak na het debat wilde zestig procent van alle kiezers niet dat hun partij een coalitie zou aangaan met de VVD onder leiding van Rutte.

## Verkenners Van Ark en Koolmees

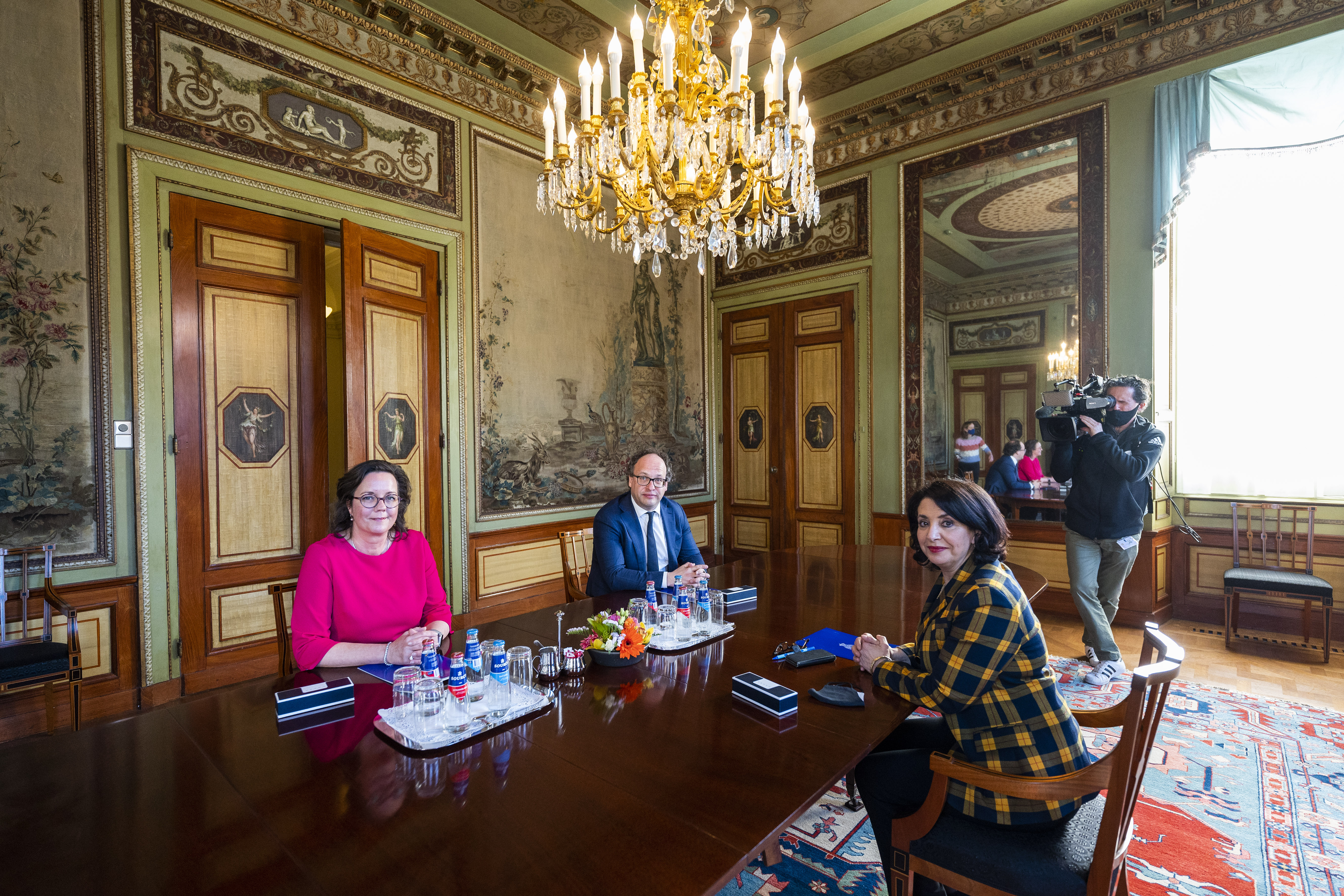
Verkenners Wouter Koolmees (D66) en Tamara van Ark (VVD) ontvangen opdracht van Tweede Kamervoorzitter Khadija Arib

Na het opstappen van Ollongren en Jorritsma werden dezelfde dag de ministers Tamara van Ark (VVD) en Wouter Koolmees (D66) aangesteld als verkenners. Op aandringen van enkele fractieleiders wachtten zij met gesprekken tot na het debat met de opgestapte verkenners. Tijdens dit debat nam de Kamer een motie aan om een informateur met afstand tot de actuele politiek te benoemen, waarna Koolmees en Van Ark hun functie neerlegden.

## Informateur Tjeenk Willink

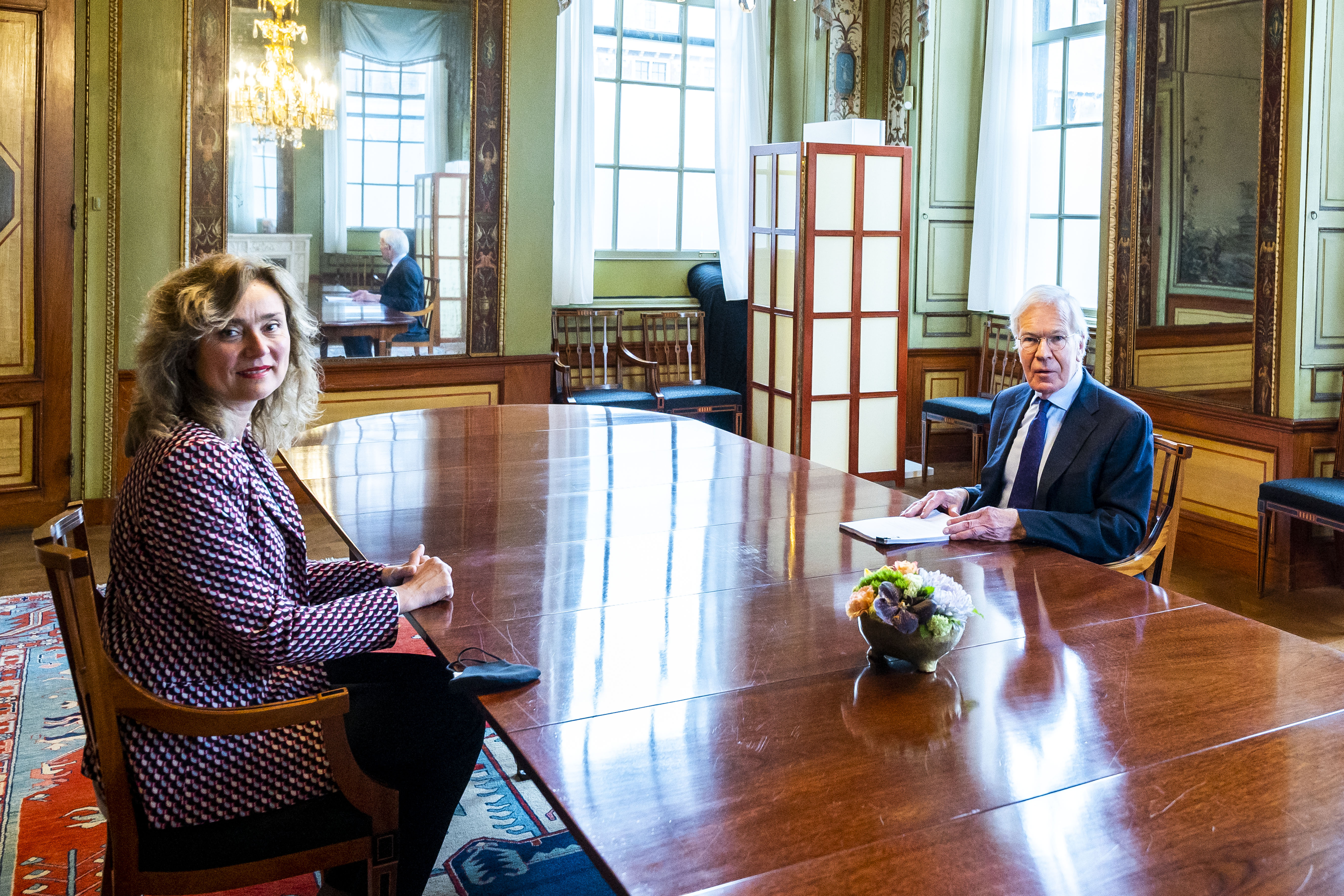
Informateur Herman Tjeenk Willink (PvdA) ontvangt opdracht van Tweede Kamervoorzitter Vera Bergkamp

Herman Tjeenk Willink werd op 6 april voor drie weken benoemd tot informateur, een rol die hij al viermaal eerder vervulde. Zijn taak was om "te verkennen op welke wijze de vorming van een kabinet kan plaatsvinden en hierbij in het bijzonder te onderzoeken of en, zo ja, onder welke voorwaarden er voldoende vertrouwen tussen partijen bestaat of weer kan ontstaan om een breed gedragen weg uit de ontstane impasse vinden". In de eerste week hield hij gesprekken met de fractievoorzitters. Als periode van rust nodigde hij in de tweede week geen fractieleiders uit, maar onder anderen SCP-directeur Kim Putters, Nationale Ombudsman Reinier van Zutphen en SER-voorzitter Mariëtte Hamer.
In het weekeinde kwam Segers terug op het uitsluiten van samenwerking met Rutte, omdat hij het achteraf te veel op de man gespeeld vond en kritiek kreeg binnen zijn partij. Segers bleef wel bij zijn voorkeur voor oppositie. In de uitnodiging aan fractievoorzitters in de derde week gaf Tjeenk Willink aan dat er meer tijd genomen moest worden voor de formatie. Wel moest er snel gewerkt worden aan een herstelplan voor de coronacrisis. Azarkan, Wilders en Eerdmans waren kritisch op deze werkwijze waarbij het niet langer ging over vertrouwen in Rutte.
Het onderlinge vertrouwen kwam opnieuw onder druk te staan nadat RTL Nieuws publiceerde over een ministerraad eind 2019. Volgens RTL Nieuws was daar besloten de Kamer bewust onvolledig te informeren over de toeslagenaffaire. Fractievoorzitters Rutte, Kaag en Hoekstra waren bij die ministerraad als minister aanwezig. Rutte gaf aan dat er "niets onoorbaars" was gebeurd en de ministerraad besloot de notulen ervan vrij te geven. Tijdens het debat op 29 april stelde het kabinet zich nederig op en overleefde daarmee een motie van wantrouwen.
Tjeenk Willink had besloten te wachten tot na dit debat met het presenteren van zijn eindverslag, dat hij op 30 april overhandigde. In zijn rapport gaf hij aan onder welke voorwaarden er weer voldoende vertrouwen tussen de partijen zou kunnen ontstaan en concludeerde hij dat de inhoudelijke formatie kon beginnen. In het eindrapport bepleitte Tjeenk Willink een andere bestuursstijl en meer dualisme als basis voor onderling vertrouwen. Volgens Tjeenk Willink sloten alleen BIJ1, PVV en SP expliciet regeren met Rutte uit. Opiniepeilingen rond het einddebat op 12 mei lieten ook zien dat minder kiezers een coalitie met Rutte uitsloten.

## Informateur Hamer

### Verkenning

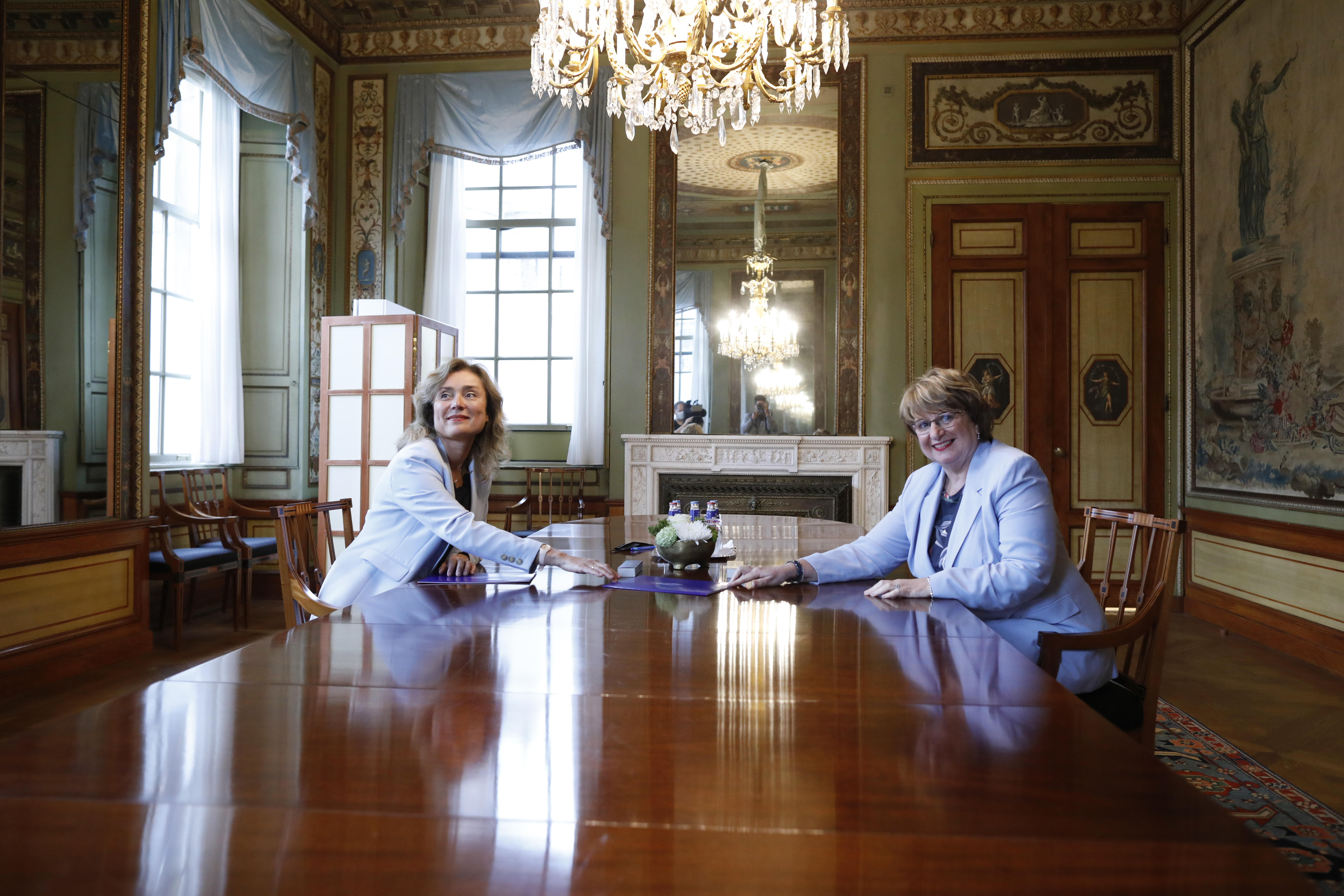
Informateur Mariëtte Hamer (PvdA) ontvangt opdracht van Tweede Kamervoorzitter Vera Bergkamp.

Na het debat met Tjeenk Willink werd SER-voorzitter Mariëtte Hamer door Kaag en Rutte voorgedragen als informateur, waarmee de Kamer instemde. Haar taken waren allereerst om politieke overeenstemming te zoeken voor herstel- en transitiebeleid na de coronacrisis, om te inventariseren welke thema's voorrang hebben bij het uitwerken van een regeerakkoord en te bepalen welke afspraken nodig zijn om de democratische rechtsorde te versterken. Pas daarna moest zij op zoek naar een coalitie om een regering te vormen.
Net als haar voorgangers nodigde zij de — inmiddels achttien — fractievoorzitters uit. Kaag sprak hierbij voor het eerst de voorkeur uit voor een specifieke coalitie, bestaande uit VVD, CDA, D66, PvdA en GroenLinks. In de week van 24 mei hield Hamer gesprekken gegroepeerd rond thema's die partijen aandroegen. Diezelfde week liet Omtzigt zich alsnog voor vier maanden vervangen, waardoor het volgens NRC Handelsblad makkelijker werd voor het CDA om te onderhandelen met Rutte.
Tussentijds had Hamer gesprekken met in totaal 28 vertegenwoordigers van onder meer jongerenorganisaties, de cultuursector, de Stichting van de Arbeid, burgemeesters en planbureaus. Op basis van deze gesprekken formuleerde Hamer zeven thema's waaraan volgens haar in een regeerakkoord aandacht moest worden besteed. Ook formuleerde ze andere onderwerpen die volgens haar urgent waren en waarmee al bij de begroting van 2022 gestart moest worden.
In de laatste week van haar opdracht focuste Hamer zich op het zoeken naar een coalitie. In wisselende samenstellingen ontving Hamer die week de fractieleiders van VVD, D66, CDA, PvdA, GroenLinks en ChristenUnie. Hoekstra en Rutte reageerden – gesteund door hun achterbannen – afhoudend op Kaags coalitievoorkeur met zowel PvdA als GroenLinks. Ploumen en Klaver herhaalden echter dat zij alleen samen zouden deelnemen aan een kabinet. De andere besproken optie, voortzetting van de coalitie, werd afgehouden door Segers. Aan het einde van de week gaf Hamer aan dat ze meer tijd nodig had dan de oorspronkelijke deadline van 6 juni. Volgens haar waren er niet veel inhoudelijke verschillen, maar wilden partijen desalniettemin niet samen in een kabinet.
Op 10 juni lekte een intern document uit waarin Omtzigt kritiek leverde op zijn eigen partij, waarbinnen hij zich onveilig voelde. Twee dagen na het uitlekken maakte Omtzigt bekend het CDA te verlaten en na zijn verlof als onafhankelijk Kamerlid verder te gaan. De door Hoekstra eerder genoemde coalities van VVD, D66 en CDA aangevuld met JA21 of Volt zouden daardoor geen meerderheid meer hebben. Aan het eind van die week concludeerde Hamer dat de formatie in een impasse zat.

### Aanzet tot regeerakkoord door VVD en D66
Om de impasse te doorbreken, stelde Hamer voor dat VVD en D66 de basis van een regeerakkoord zouden schrijven. Andere partijen zouden dan op later moment kunnen aansluiten. Op 22 juni bood ze haar eindrapport met die aanbeveling aan aan de Kamervoorzitter. Tijdens het debat op 23 juni over Hamers verslag ging de Kamer akkoord met haar voorstel. In de daaropvolgende weken onderhandelden VVD-Kamerleden Sophie Hermans en Mark Harbers met hun D66-collega's Rob Jetten en Steven van Weyenberg in stilte onder leiding van Hamer.

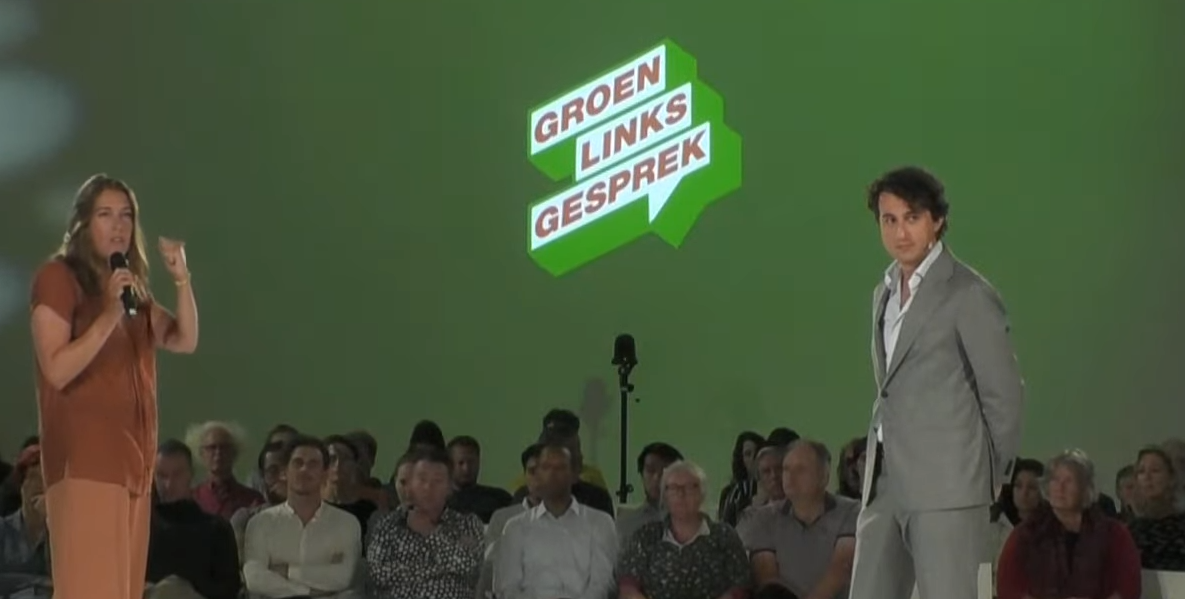
GroenLinks-Kamerleden Corinne Ellemeet en Jesse Klaver in gesprek met partijleden over samenwerking met PvdA

Op 17 augustus — een dag nadat Kaag in het Algemeen Dagblad aangaf nog steeds tegen samenwerking met de ChristenUnie te zijn — werd het VVD/D66-document gedeeld met CDA, PvdA, GroenLinks en ChristenUnie. CDA, PvdA en GroenLinks zeiden voldoende aanknopingspunten te zien, terwijl de ChristenUnie vond dat het "duidelijk door twee liberale partijen was geschreven". Enkele dagen later maakten Ploumen en Klaver bekend als één delegatie te willen onderhandelen. Op partijbijeenkomsten een week later steunden hun leden deze aanpak en werd regeren met VVD ook niet uitgesloten. VVD en CDA gaven echter aan dat ze wel met een van beide partijen wilden onderhandelen, maar dat een vijfpartijencoalitie met PvdA en GroenLinks samen niet voor de hand lag.
Hamer overhandigde haar eindverslag op 2 september aan de Kamervoorzitter. Hierin deed zij de aanbeveling om een nieuwe informateur op zoek te laten gaan naar een minderheidscoalitie. Tijdens de HJ Schoo-lezing op 6 september deed Kaag een aantal kritische uitspraken over politici die "koffie drinken, relaties managen, binnenskamers spelletjes spelen met partijpolitieke emotie", die "regelen en ritselen zonder visie" en die "om het hardst roepen hoe onwijs gaaf ons 'landje' toch wel is". Hoewel ze niemand bij naam noemde, werd breed aangenomen dat ze doelde op Rutte. Tijdens het debat een dag later met Hamer ontkende Kaag dat dit alleen over Rutte ging.

## Informateur Remkes
Tijdens het laatste debat met Hamer werd een VVD-motie aangenomen om Johan Remkes aan te wijzen als informateur. Zijn opdracht was om conform de aanbeveling van Hamer een minderheidscoalitie te verkennen.
Op 16 september hield de Tweede Kamer een debat over de evacuatie uit Afghanistan. Gesteund door de oppositie en coalitiepartij ChristenUnie werden daarin moties van afkeuring aangenomen tegen minister van Buitenlandse Zaken Kaag en minister van Defensie Ank Bijleveld (CDA). Na het 1 aprildebat had Kaag gezegd dat zij zou opstappen na een motie van afkeuring; "Ik zou zelf niet doorgaan, maar ik ben een ander mens". In lijn met haar eerdere uitspraak stapte ze tijdens het debat op. Wel bleef ze aan als fractievoorzitter en formatieonderhandelaar. Bijleveld nam aanvankelijk het besluit om aan te blijven, maar stapte onder politieke druk de volgende dag eveneens op. De gebeurtenissen hadden volgens Remkes "tot politieke pijn geleid", waardoor het de week daarop niet lukte om tot een doorbraak te komen met VVD, D66 en CDA.
In een poging D66 toch over te halen tot deelname aan een minderheidskabinet, schreven Tweede Kamerleden Mark Harbers (VVD), Jaco Geurts en Henri Bontenbal (beiden CDA) samen een conceptregeerakkoord. Dit gebeurde rond de Algemene Politieke Beschouwing, toen de formatie officieel stillag. Het bestaan en de inhoud van dit document werden pas bekend nadat Segers het had laten liggen in de trein en het in november 2021 bij de Volkskrant terechtkwam.
Op 26 september bleek toenadering tussen ChristenUnie en D66 mogelijk. Doorslaggevend was hierbij dat Kaag zei bereid te zijn "onze politieke blokkade op te heffen". Een dag later vergaderden de onderhandelaars van VVD, CDA en D66 ruim tien uur met Remkes. Volgens De Telegraaf "ontplofte" Remkes die dag tegenover Kaag omdat haar uitspraken cryptisch waren. Diezelfde avond spinden twee D66-woordvoerders en D66-Kamerlid Sjoerd Sjoerdsma bij de media dat Remkes "enige drank" op had en "warrig" was. Dit kwam de partij op veel kritiek te staan en Kaag was genoodzaakt excuses aan te bieden.

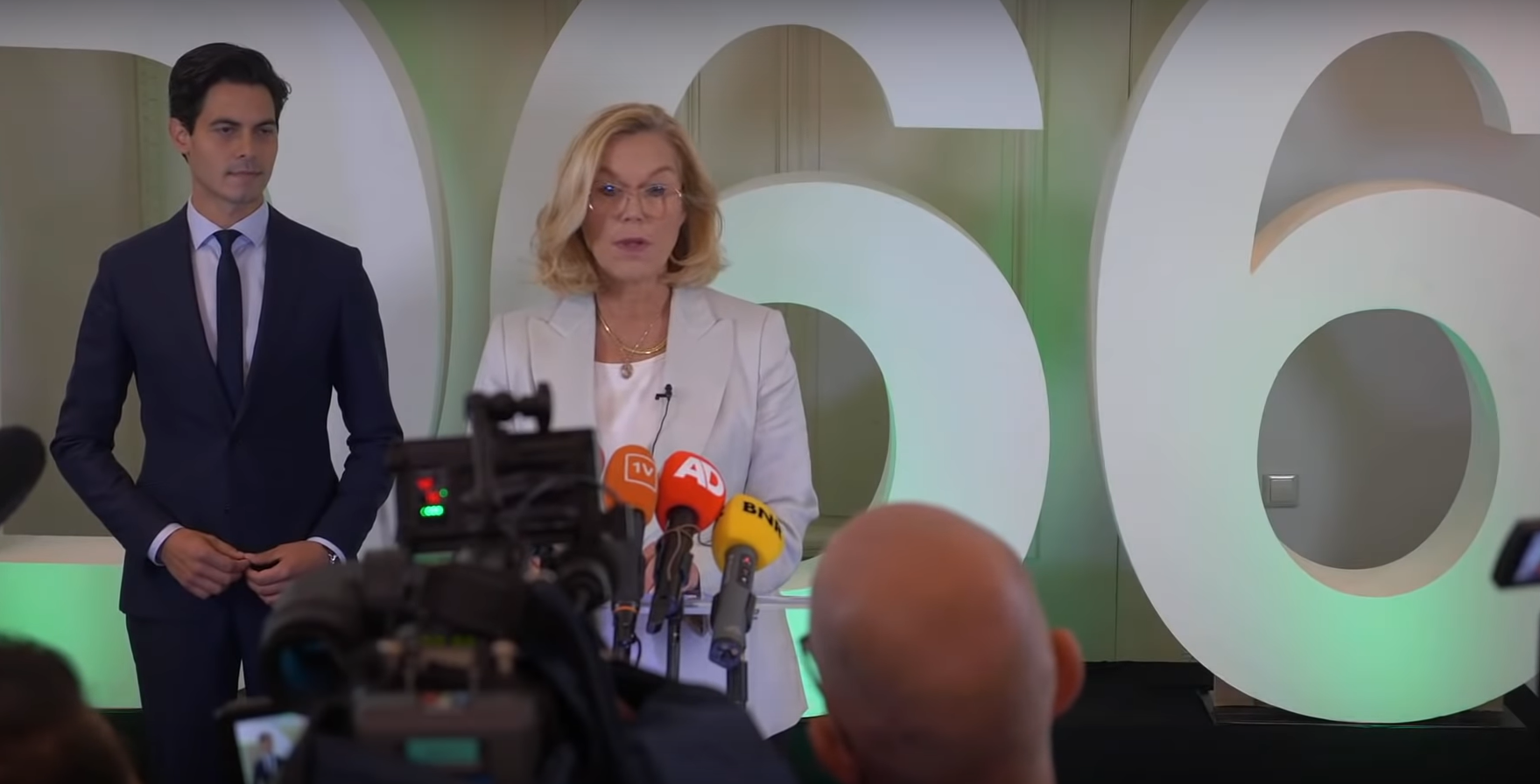
Sigrid Kaag, vergezeld door Rob Jetten, maakt tijdens een persmoment op 30 september bekend dat D66 toch bereid is te onderhandelen met de ChristenUnie.

Op 29 september concludeerde Remkes dat de vorming van een minderheidskabinet niet mogelijk was. Diezelfde dag nodigde hij VVD, D66, CDA, PvdA, GroenLinks, ChristenUnie, SGP, Volt en Fractie Den Haan uit voor gesprekken over een extraparlementair kabinet. Deze optie kon niet op voldoende steun rekenen. Na de formatie vernam Segers dat VVD en CDA overwogen toch in gesprek te gaan met PvdA en GroenLinks. Voordat dat bekend werd, besloot D66 de blokkade tegen een coalitie met de ChristenUnie op te heffen om zo nieuwe verkiezingen te voorkomen. Remkes overhandigde de dag erna zijn rapport, waarin hij onderhandelingen tussen VVD, D66, CDA en ChristenUnie adviseerde.

## Informateurs Remkes en Koolmees

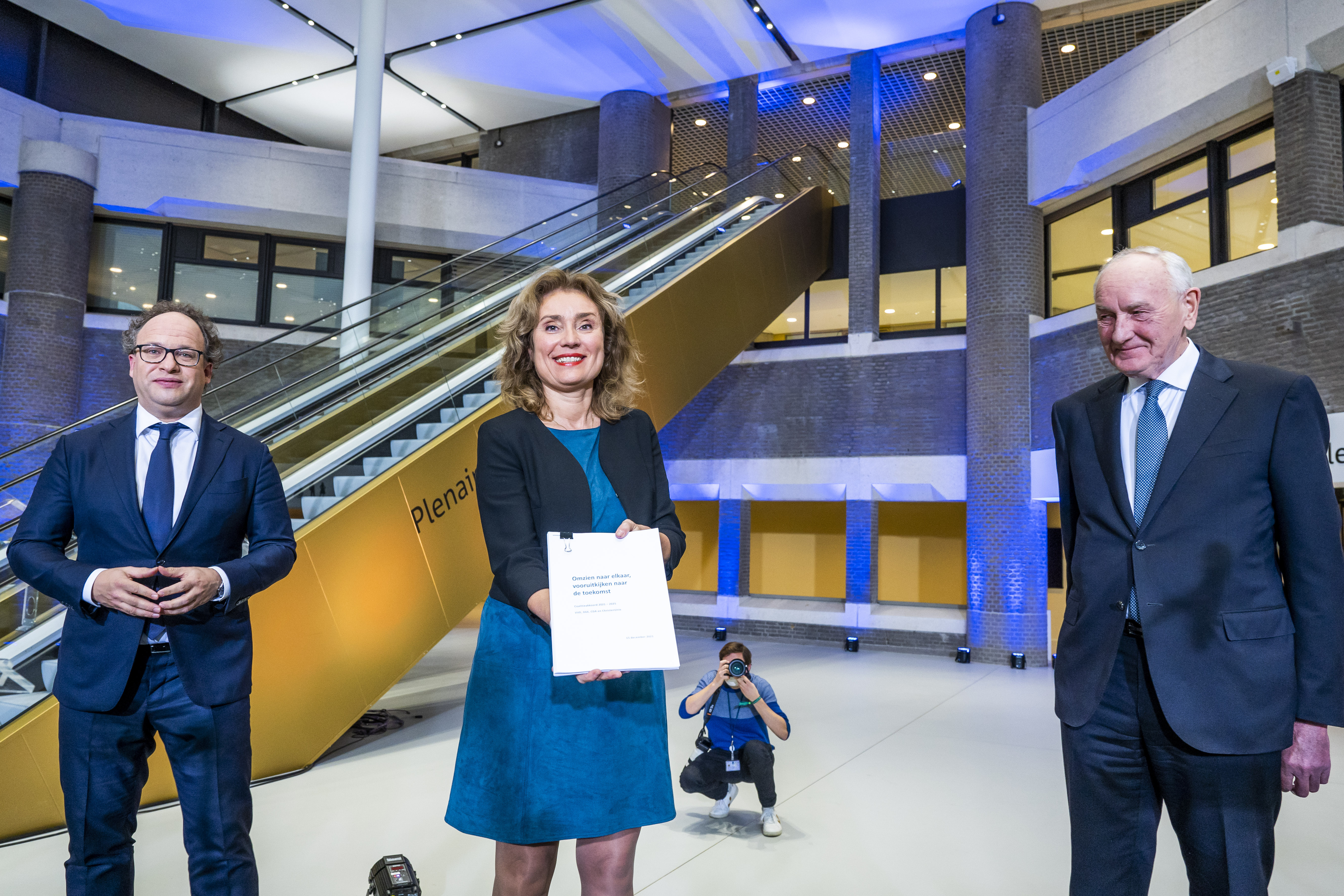
Kamervoorzitter Vera Bergkamp (midden) ontvangt rapport van informateurs Wouter Koolmees (links) en Johan Remkes (rechts)

Op 5 oktober hield de Tweede Kamer een debat over het eindrapport van Remkes. Daarbij werd een motie aangenomen om Remkes en Koolmees aan te wijzen als informateurs. De inhoudelijke onderhandelingen tussen de partijen vonden voornamelijk plaats met de secondanten: Sophie Hermans (VVD), Rob Jetten (D66), Pieter Heerma (CDA) en Carola Schouten (CU). Deze fase speelde zich af in radiostilte.
Naar aanleiding van een aangenomen motie vergaderden de onderhandelende partijen twee dagen in het provinciehuis van Groningen. Daar gingen ze in gesprek met slachtoffers van de aardbevingen boven het Groningenveld. Op een ander moment hadden ze een ontmoeting met slachtoffers van de toeslagenaffaire. Het plan om ook nog te vergaderen in het Zuid-Limburgse Château St. Gerlach, om daar van gedachte te wisselen met slachtoffers van overstromingen van juli, bleek te duur.

### Coalitieakkoord

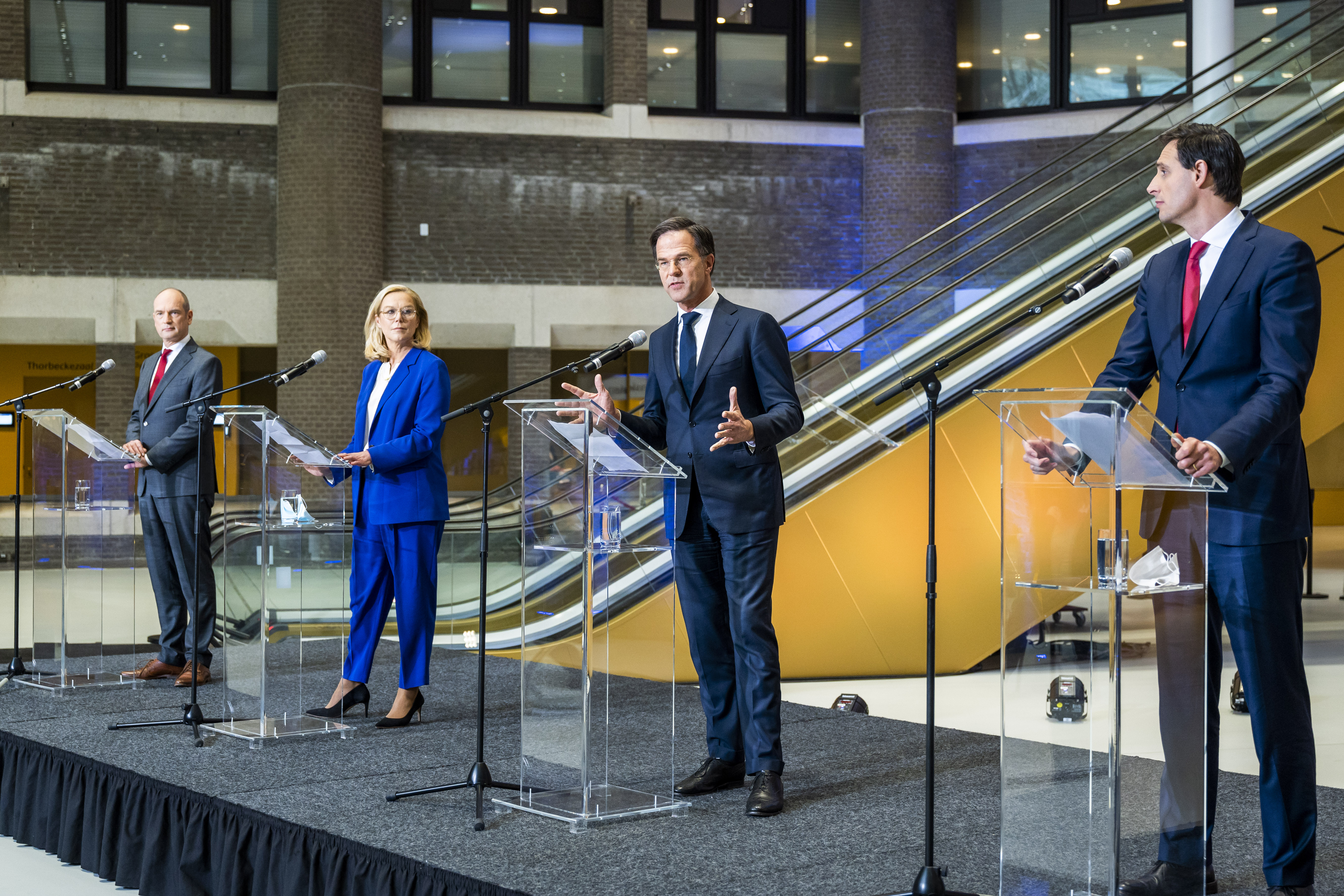
Presentatie van het coalitieakkoord door (v.l.n.r.) Gert-Jan Segers (CU), Sigrid Kaag (D66), Mark Rutte (VVD) en Wopke Hoekstra (CDA).

Op 13 december lag er een onderhandelaarsakkoord dat naar de vier Tweede Kamerfracties werd gestuurd. De Kamerfracties stemden de dag erna in met het akkoord, met enkele kleine wijzigingen. Een dag later werden het coalitieakkoord getiteld "Omzien naar elkaar, vooruitkijken naar de toekomst" en het verslag van de informateurs gepresenteerd.
Rondom het medisch ethisch dossier, het grote pijnpunt tussen D66 en CU, was besloten om dat onderwerp te mijden in het akkoord. Alleen werd afgesproken dat VVD en D66 wetsvoorstellen rondom embryo's pas na de volgende Kamerverkiezingen zouden indienen. Het regeerakkoord werd verder gekenmerkt door hoge incidentele en structurele uitgaven. Ook werd er aandacht besteed in het akkoord aan de "democratische rechtsorde", onder meer als reactie op de toeslagenaffaire.

## Formateur Rutte

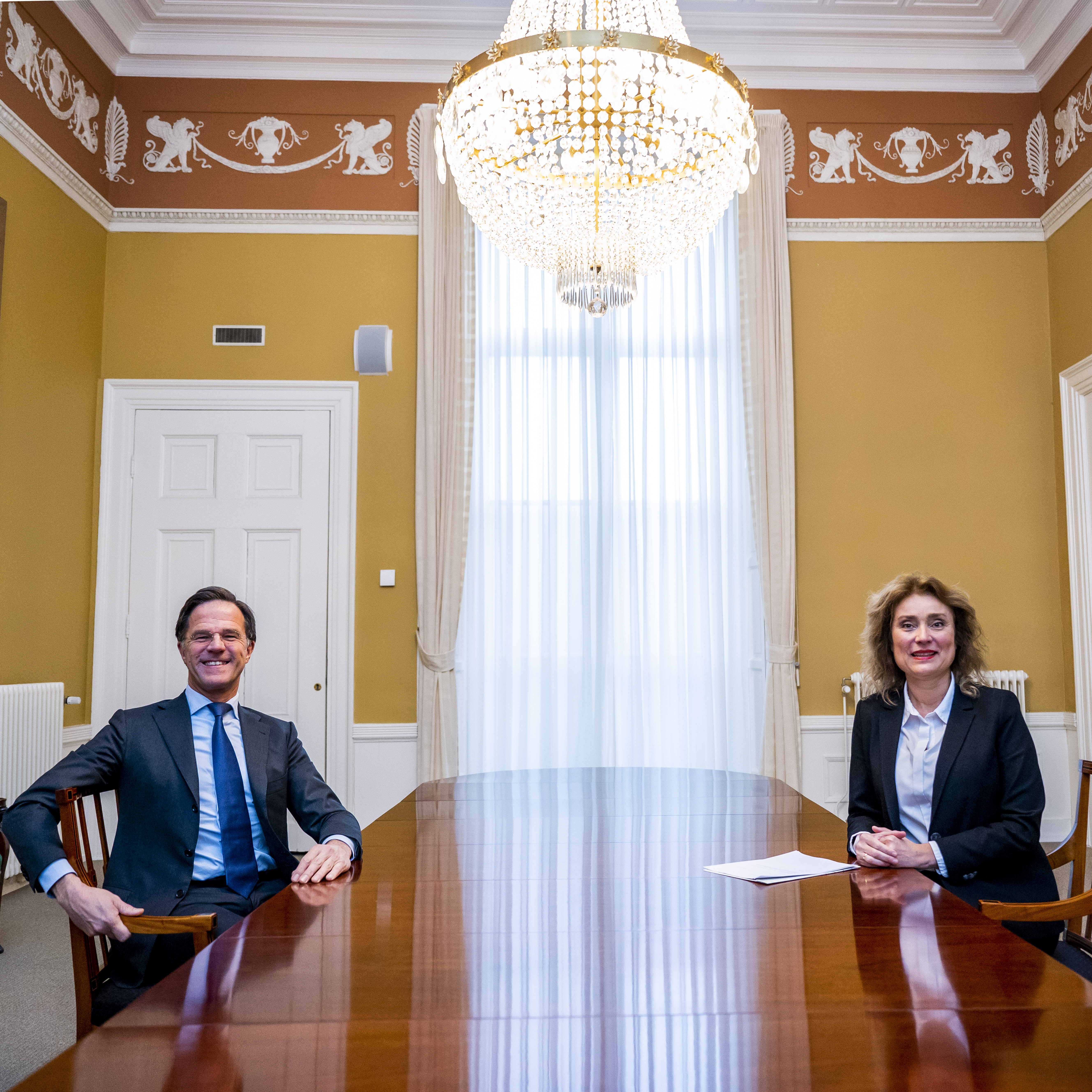
Formateur Mark Rutte (VVD) bij Tweede Kamervoorzitter Vera Bergkamp.

Op 15 december werd Rutte aangewezen als formateur. Met de andere partijleiders werden de kabinetsposten en de portefeuilleverdeling bepaald. De partijleiders droegen vervolgens bewindslieden voor. Deze werden nagetrokken door onder meer de AIVD en de Belastingdienst, waarbij volgens de Telegraaf geen voorgedragen bewindslieden afvielen. Vanaf 3 januari hield Rutte gesprekken met de kandidaat-bewindslieden. Na de gesprekken kwamen de kandidaat-ministers op 8 januari 2022 bijeen voor het constituerend beraad. Na afloop bood Rutte zijn eindverslag aan aan de Kamervoorzitter. Op 10 januari 2022 werd kabinet-Rutte IV beëdigd.
Tijdens het zoeken naar bewindslieden streefden partijen naar een vrouwenquotum van vijftig procent. Uiteindelijk waren tien van de twintig ministers vrouw, het hoogste aandeel tot dan toe, en vier van de negen staatssecretarissen. Ook had een kabinet niet eerder zoveel bewindspersonen met een migratieachtergrond. Franc Weerwind was tevens de eerste zwarte minister sinds 1905.

## Nasleep

### Verloop kabinet
Op 18 januari werd de regeringsverklaring afgelegd in de Tweede Kamer. Een motie van wantrouwen, ingediend tijdens het daaropvolgende debat, werd slechts gesteund door PVV en FVD. Een maand later debateerde de Eerste Kamer over de regeringsverklaring. De motie van wantrouwen werd daar slechts gesteund door de PVV en de fractie-Otten. Dat de coalitie geen meerderheid had in de Eerste Kamer, bleek direct een probleem toen de oppositie moties aannam tegen onderdelen van het coalitieakkoord.
Al rond de start van het kabinet steeg de inflatie, wat versterkt werd door de Russische invasie in februari 2022. De ambities van het kabinet, die leunden op vele geld, kwamen daardoor onder druk te staan. Het kabinet kreeg ook te maken met diverse andere crises. De belangrijkste daarvan was de voortslepende stikstofcrisis, wat meermaals een kabinetscrisis dreigde te worden. Het CDA gaf ook aan op dat onderwerp het coalitieakkoord te willen openbreken. Uiteindelijk viel het kabinet op 7 juli 2023 na de kabinetscrisis over asiel, omdat de partijen het niet eens konden worden over maatregelen tegen de asielcrisis.

### Evaluatie
Politiek weer een ongelofelijk interessante tijd
Tweede Kamervoorzitter Vera Bergkamp liet na afloop van de formatie een evaluatie uitvoeren onder voorzitterschap van hoogleraar Carla van Baalen. Die leidde tot elf aanbevelingen, waaronder het introduceren van deadlines voor informateurs, het in acht nemen van de vertrouwelijkheid van de formatiegesprekken, het "klein" houden van de verkennende fase en het verduidelijken van de rol van de Tweede Kamer bij de regie over kabinetsformaties. De lange formatie was volgens het Sociaal en Cultureel Planbureau een van de oorzaken van een dalend vertrouwen van burgers in de politiek.